# یعقوب پری
یعقوب پری ( عبری: יעקב פרי‎، متولد ۲۰ فوریه ۱۹۴۴) رئیس سابق آژانس امنیتی اسرائیل شاباک و عضو سابق کنست برای یش عتید است. او بین سال‌های ۱۹۸۸ تا ۱۹۹۴ ریاست شاباک را بر عهده داشت. او نخستین رئیس شاباک بود که در اسرائیل متولد شده است. پس از خدمت در شاباک، او وارد دنیای تجارت شد. در سال ۲۰۱۳ به عنوان وزیر علوم، فناوری و فضا منصوب شد و این سمت را تا زمان استعفا در ۲ دسامبر ۲۰۱۴ حفظ کرد  او در فوریه ۲۰۱۸ از کنست استعفا داد.

## بیوگرافی
پری در تل‌آویو در دوران قیمومیت بریتانیا بر فلسطین به دنیا آمد و در نتانیا بزرگ شد. نام او در زمان تولد یعقوب پریزونر (به انگلیسی: Yaakov Pirzoner) بوده است و بعدا به نام یعقوب پری تغییر داده شده است. والدین او به زبان ییدیش سخن می‌گفتند و اصالتاً اهل لهستان بودند. وی به دلیل سوفل قلب از خدمت در نیروهای دفاعی اسرائیل معاف شد. پری در دانشگاه عبری اورشلیم و دانشگاه تل آویو درس خوانده و مدرک لیسانس خود را گرفته است. پری قبل از پیوستن به شاباک، نوازنده ترومپت یک ارکستر بوده است.
در سال ۱۹۶۶ او به شاباک پیوست و نخست افسر میدانی بود که در بخش عربی کار می کرد. در سال ۱۹۷۲ او به مقام ارشد در فرماندهی اورشلیم که بخشی از منطقه یهودا و سامره است رسید و در سال ۱۹۷۵ رئیس بخش آموزشی شاباک شد. در سال ۱۹۷۸ وی رئیس فرماندهی شمالی شاباک شد و سپس به فرماندهی اورشلیم بازگشت و تا در سال ۱۹۸۱ نیز ریاست آن را بر عهده داشت. در سال ۱۹۸۷ او معاون مدیر شاباک شد و سال بعد نیز  به مدیریت شاباک رسید.
در دوران مسئولیتش، او تغییرات ساختاری را برای رفع مشکلاتی که در جریان انتفاضه اول به وجود آمده بود و همچنین برای مواجهه با وضعیت جدید امنیتی اسرائیل پس از پیمان‌های اسلو معرفی کرد. در سال ۱۹۹۴ او مرخصی گرفت تا در دانشگاه هاروارد تحصیل کند، جایی که یک دوره کوتاه مدیریت کسب و کار را به پایان رساند. در سال بعد، او از شین بت بازنشسته شد. او بعدها وارد تجارت شد و همچنین در هاروارد تدریس کرد. او از سال ۱۹۹۵ تا ۲۰۰۳ مدیر عامل شرکت سلکام اسرائیل بود و در سال ۲۰۱۲ در یک فیلم مستند به نام دروازه‌بانان حضور داشت و درباره رویدادهای مهم دوران مسئولیتش در شین بت صحبت کرد.
او پیش از انتخابات کنست ۲۰۱۳ به حزب جدید «یش عتید» پیوست. او به کنست انتخاب شد و پس از آن به عنوان وزیر علوم، فناوری و فضا منصوب شد. او در فهرست حزب برای انتخابات ۲۰۱۵ در رتبه پنجم قرار گرفت و با پیروزی حزب در کسب ۱۱ کرسی، مجدداً انتخاب شد.
در فوریه ۲۰۱۸، پری از کنست استعفا داد، پس از آنکه دو گزارش تحقیقی در برنامه تلویزیونی اوودا توسط عمری آسنهیم فاش کرد که او هرگز در ارتش اسرائیل خدمت نکرده و ادعا شد که زمانی که رئیس شاباک بود، اطلاعات مربوط به یک تحقیق فساد را به آریه دری افشا کرده است. پری افشای اطلاعات به دری را تکذیب کرد، اما پس از آنکه در ابتدا ادعا کرد هرگز این حقیقت را پنهان نکرده که در ارتش خدمت نکرده است، اعتراف کرد که دهه‌ها درباره خدمت نظامی دروغ گفته و ادعا کرد که به دلیل انگ اجتماعی عدم خدمت در آن زمان دروغ گفته است. او توسط پنینا تامانو شاتا جایگزین شد.
پس از استعفای خود، پری به عنوان رئیس شرکت امنیت و تحقیقات اسرائیلی، گروه CGI منصوب شد.
در دسامبر ۲۰۱۹، گروه CGI برای کمک به یافتن جواهرات و الماس‌های قرن هجدهم که در نوامبر ۲۰۱۹ طی یک سرقت از موزه گنجینه سبز درسدن دزدیده شده بودند، استخدام شد. رسانه‌های آلمان این سرقت جسورانه را «بزرگترین سرقت جواهرات تاریخی در آلمان مدرن» نامیدند.
در ژانویه ۲۰۲۰ شرکت اسرائیلی چندین نامه دریافت کرد که پیشنهاد فروش دو مورد از جواهرات دزدیده‌شده را ارائه می‌دادند. گروه CGI اعلام کرد که محققانش این اقلام را از طریق دارک وب به آنها پیشنهاد داده بودند.
پری یک به عربی تسلط کامل دارد و آن را در مدرسه و در طول خدمت شاباک خود آموخته است.

## مراجع
1. ↑  Netanyahu: Israel must elect a new, bigger and more stable government The Jerusalem Post, 2 December 2014
2. ↑  Staff (12 May 2018). "Ex-Shin Bet head admits to lying about army service". The Times of Israel. Retrieved 26 December 2018.
3. 1 2 3  Yaakov Peri Israeli Security Agency
4. 1 2  Gabe Fisher, "All the kingmaker's men, and women", Times of Israel, 23 January 2013
5. ↑  Yesh Atid list Central Elections Committee
6. ↑  Wootliff, Raoul (7 February 2018). "Yesh Atid MK Peri steps down amid misconduct allegations". The Times of Israel. Retrieved 11 February 2018.
7. ↑  Lahav Harkov (8 February 2018). "Departing ex-Shin Bet chief lied about military service, report says". Jerusalem Post. Retrieved 26 December 2018.
8. ↑  Staff (12 May 2018). "Ex-Shin Bet head admits to lying about army service". The Times of Israel. Retrieved 26 December 2018.
9. ↑  "CGI GROUP". cgi.co.il. Retrieved 2020-10-19.
10. ↑  Horovitz, David (3 November 2014). "Israeli minister: We have 'fantastic partners' in Arab world, if only we'd utilize them". Times of Israel. Retrieved 3 November 2014.